# Чилер Илхан
Чилер Илхан (на турски: Çiler İlhan) е турска журналистка, литературна критичка, преводачка и писателка на произведения в жанра драма и фентъзи.

## Биография и творчество
Чилер Илхан е родена през 1972 г. в Денизли. Зарочва да пише още като ученичка. Завършва специалност международни отношения и политически науки в Босфорския университет и хотелиерство в Института за висше образование „Глион“ в община Монтрьо, Швейцария.
След дипломирането си работи на различни места – като PR мениджър на петзвездния хотел „Чираган Палас Кемпински“ в Истанбул, преводач и главен редактор на списавието за луксозни пътувания „Condé Nast Traveller Turkey“.
През 1993 г. получава наградата за млади автори „Яшар Наби Найър“ (на името на писателя Яшар Наби Найър) за „забележителен разказ“. Впоследствие нейните разкази са публикувани в много литературни списания. Нейните есета, рецензии на книги, пътеписи и преводи се появяват в различни списания или приложения към вестници като „Kitap-lık“, „Radikal Kitap“, „Radikal Cumartesi“ и „Time Out Istanbul“.
Разказът ѝ „Vulgata“ е включен в сборника с разкази „Хиляда и две нощи“ през 2005 г.
Първият ѝ сборник с разкази в стила на магическия реализъм „Камара на търговците на сънища“ е издаден през 2006 г.
Вторият ѝ сборник с разкази „Изгнание“ е издаден през 2010 г. Книгата съдържа взаимосвързани истории, чиито теми третират проблема с изгнаничество и трагедията на хората прогонени от домовете и родината си. Страшните истории са изразени чрез общността в циганската махала в Истанбул, в мислите на една от дъщерите на Саддам Хюсеин, в гроба на живо погребано момиченце в Индия или в пансион за кучета, използвани за самоубийствени атаки. През 2011 г. книгата получава наградата за литература на Европейския съюз.
Нейните разкази „Ловец на големи градове“ и „Небесна торта с фъстъци“ са включени в книгата на литературния фестивал İTEF İstanbul Tanpınar.
Произведенията на писателката са преведени на над 20 по света.
Превела е на турски книгата „Being Buddha at Work“ на Франц Меткалф.
Член е на турския и на холандския ПЕН клуб.
Чилер Илхан живее в Истанбул.

## Произведения

### Сборници
- Rüya Tacirleri Odası (2006)
Камара на търговците на сънища, изд.: „Балкани“ (2015), прев. Татяна Благова
- Sürgün (2010) – награда за литература на Европейския съюз
Изгнание, изд.: „Балкани“ (2013), прев. Азиз Шакир

### Есета
- Sleepless (2013)

### Други публикации
- „Vulgata“ в Anthologie Tales of the 1002nd Night (2005)
- „Zobar and Başa“ в Time Out Istanbul Stories (2007)
- „Bozkırkurdu Meeting with its Mozart“ в Bozcaada Stories (2009)
- Écrivains de Turquie – Sur les rives du soleil (2013)
- City-pick Istanbul (2013)
- İpekli Mendil (2014)
- Canimi Yakma (2016)